# Bibelbælte
Bibelbælte (Amr: Bible Belt) er et udtryk, der fortrinsvis betegner et område i det sydøstlige USA, hvor konservativ protestantisk kristendom står stærkt og spiller en dominerende rolle i kulturen. Dominerende kirker i bibelbæltet er blandt andre den anglikanske kirke, sydstatsbaptister og pinsekirker.
Udtrykket 'bibelbælte' blev første gang formuleret af den amerikanske journalist og samfundskommentator H.L. Mencken i begyndelsen af 1920'erne. Udtrykket har siden spredt sig til en række andre lande, fx betegnes et område i Norge langs kysten fra Aust-Agder til Romsdal som det norske bibelbælte, og i Danmark bliver Vestjylland undertiden også betegnet som bibelbælte, bl.a. med reference til Indre Mission, som står stærkt her.
Gallups statistik pr. Feb17, 2015 over de mest - og mindst - religiøse stater i USA, med oversigtskort